# Sthenelais marianae
Sthenelais marianae är en ringmaskart som beskrevs av Hartmann-Schröder 1980. Sthenelais marianae ingår i släktet Sthenelais och familjen Sigalionidae. Inga underarter finns listade i Catalogue of Life.